# Snow Valley

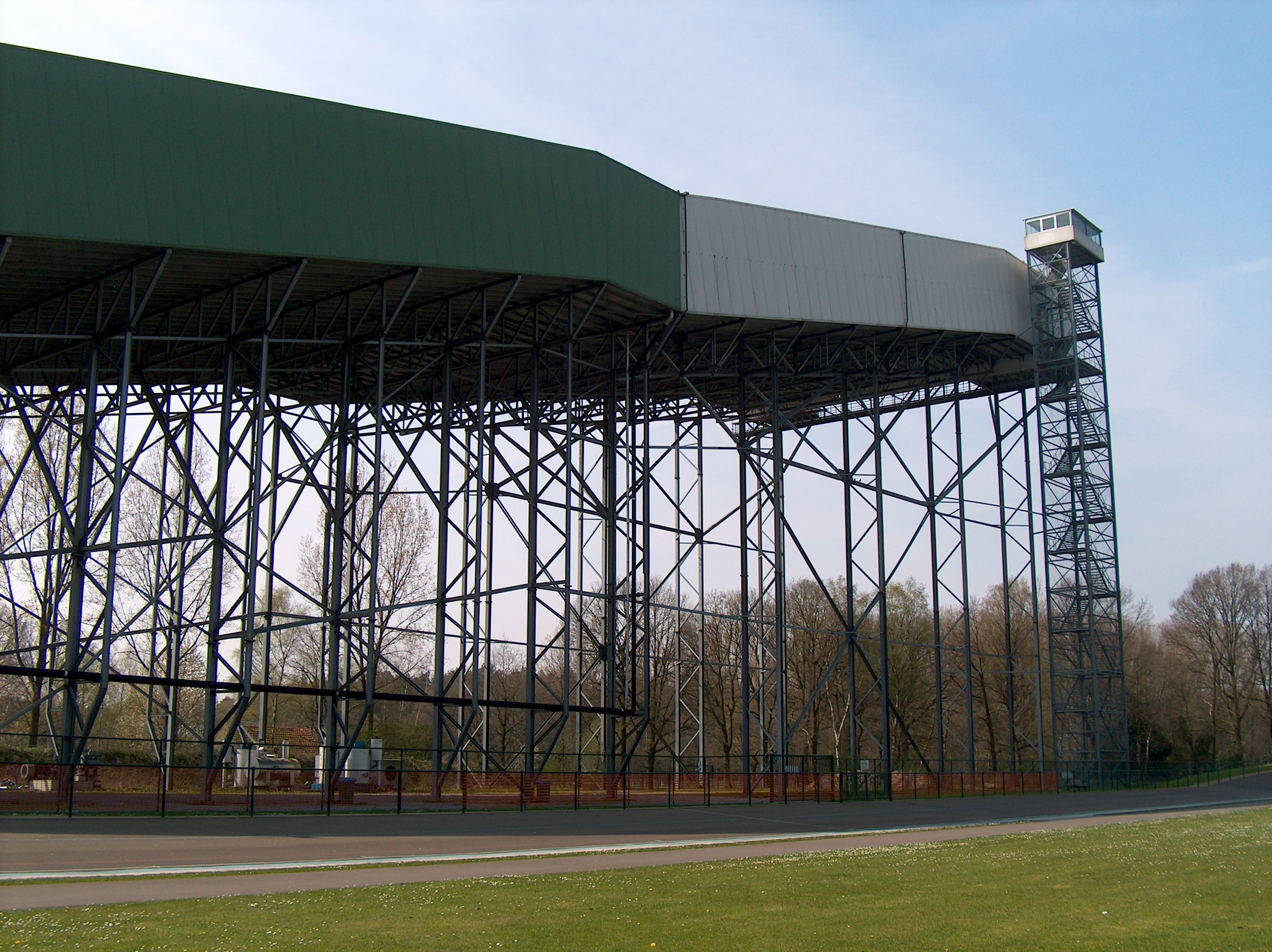
Snow Valley

Snow Valley is een indoorskibaan in de Belgische stad Peer. 
De skihal heeft vier skipistes, waarvan twee oefenpistes van 30 en 60 meter lang, een 86 meter lange piste en een 300/325 meter lange piste.

## Geschiedenis
In 1997 werd Snow Valley geopend. Deze was 160 meter lang en 30 meter breed.
In 1999 werd er uitgebreid met een oefen- en kinderpiste.
In 2000 werd de hoofdpiste verlengd tot 235 meter.
Op 21 augustus 2017 werd de verlengde piste tot 325 meter lengte geopend.